# تعبيد الطريق

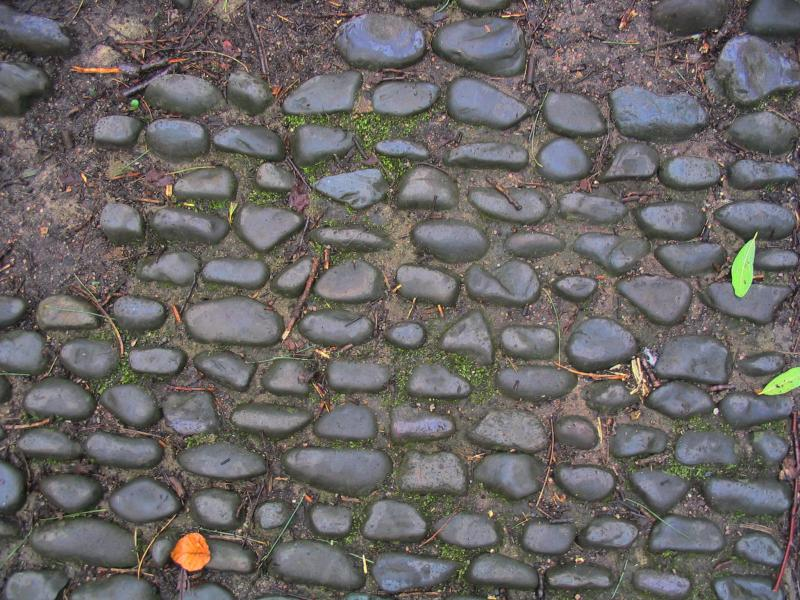
سطح الطريق من الحصى المرصوفة

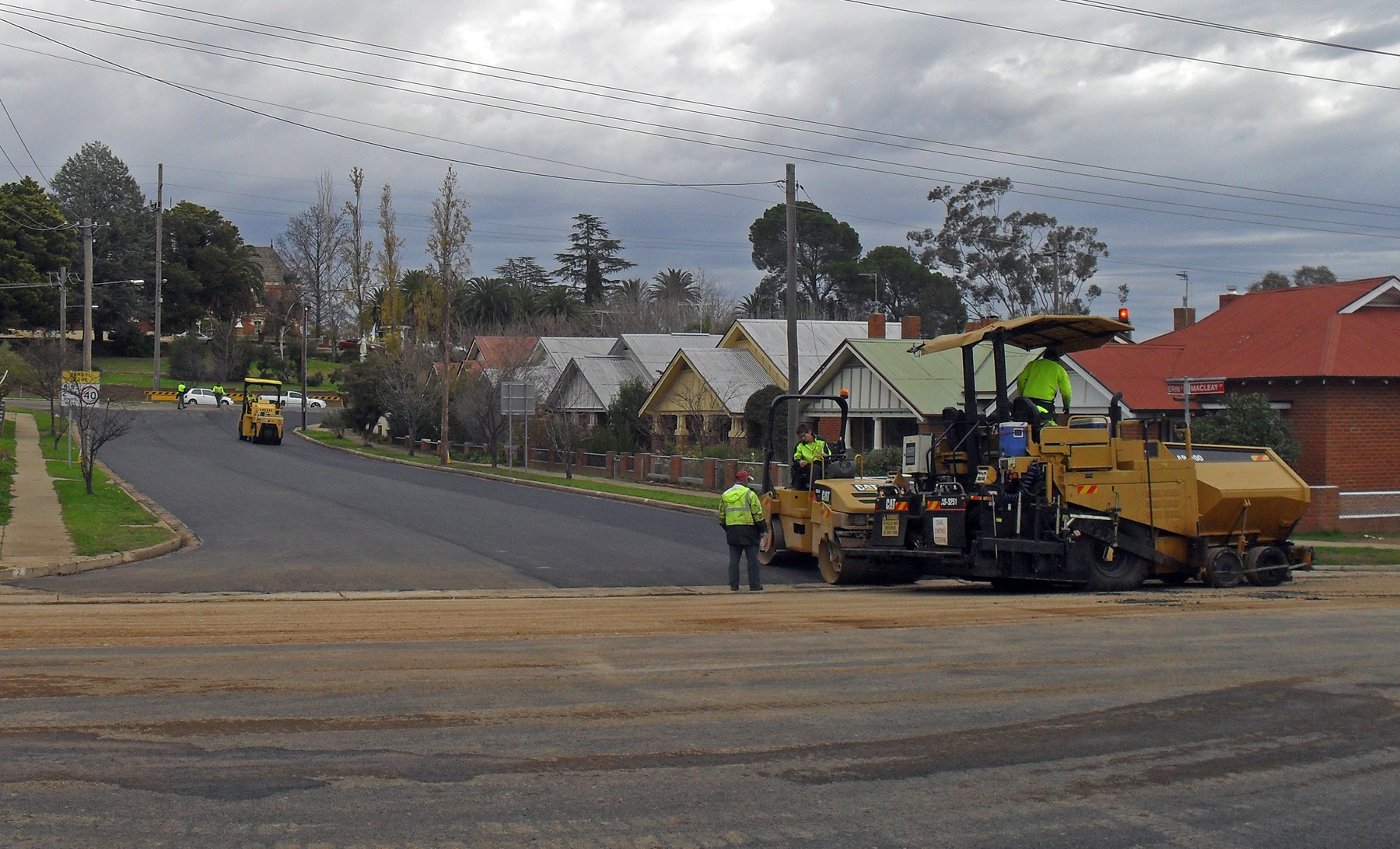
إعادة رصف طريق بالأسفلت

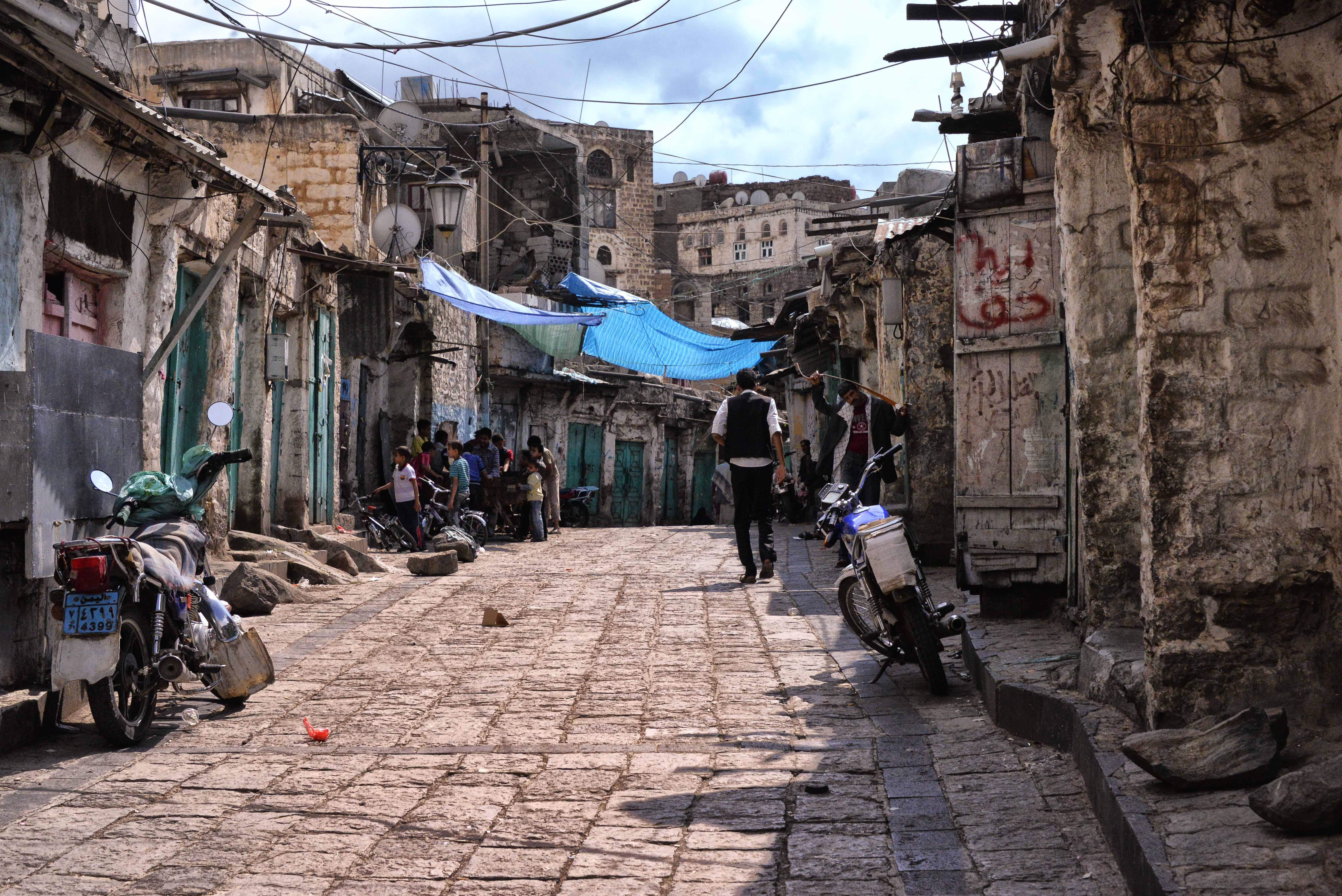
شارع يمني مرصوف بالصخور

سطح الطريق أو رصف الطريق هو الطبقة السطحية المتينة المتوضعة في مساحة مخصصة لتتحمل حمولات السير أو المركبات، مثل طريق أو ممشى. اُستخدم الرصف قديمًا بالحصى والحجارة المرصعة والغرانيت على نطاق واسع، لكن هذه المواد اُستبدلت فيما بعد بطبقة الإسفلت أو الخرسانة المتوضعة على طبقة أساس خشنة مرصوصة. اُستخدمت الخلطات الإسفلتية في تعبيد الطرقات منذ بداية القرن العشرين. لهذه الطرق نوعان، الطرق المعدنية والطرق غير المعدنية. صُمّمت الطرق المعدنية لتحمّل حمولات المركبات، لذلك يُنفذ هذا النوع من الطرق في الأماكن التي تسير فيها السيارات بشكل يومي. أما الطرق غير المعدنية فهي الطرق الوعرة والمعروفة أيضًا باسم الطرق الحصوية. هذه الطرق ليست معدنية وبالتالي لا يمكنها تحمل الأوزان الثقيلة. وهذا السبب وراء انتشار المطبات في هذه الطرق عادةً. ترسم خطوط غالبًا على أسطح الطرق لتوجيه حركة المرور. في الوقت الحالي، يستخدم الرصف النفوذ للماء في الطرق خفيفة الحركة. يعتبر تعبيد الطرقات ضروريًا لدول مثل الولايات المتحدة وكندا التي تعتمد اعتمادًا كبيرًا على النقل البري. لذلك، تُطلق مشاريع بحثية مثل الرصف طويل الأمد لتحسين دورة حياة الأسطح المختلفة للطرقات.

## أداء الرصف
عادة ما تستمر الطرق لفترة طويلة. لذلك، من المهم وضع نموذج والتنبؤ بحالتهم في المستقبل. هذا هو موضوع نمذجة أداء الرصف، و هو علم دراسة سلوك الرصف بمرور الوقت والعوامل التي تؤثر على تدهوره. تؤثر العديد من العوامل على تدهور الطرق بما في ذلك المناخ، التصميم، البناء وحالة التشغيل.

## الطبقة الإسفلتية
يستخدم الإسفلت (بالتحديد، الخرسانة الإسفلتية)، والتي تسمى أحيانًا الرصف المرن على نطاق واسع منذ عشرينيات القرن العشرين، بسبب طبيعته الميكانيكية في توزيع الحمولات. تسمح الطبيعة اللزجة للبيتومين بحصول تشوهات لدنة كبيرة في الخرسانة الإسفلتية دون أن يتأثر عملها، على الرغم من أن الجهد الناجم عن دورات التحميل هو أكثر آليات الانهيار شيوعًا. تتوضع معظم الطبقات الإسفلتية على طبقة أساس حصوية، والتي تكون سماكتها عادة مساوية أو أكبر من سماكة طبقة الإسفلت، على الرغم من أن بعض الطبقات الإسفلتية «ذات السماكة الكاملة» تتوضع بشكل مباشر على تربة التأسيس. في المناطق التي تتكون فيها تربة التأسيس من مواد ناعمة أو عالية الانضغاطية مثل الغضار أو الخث، قد تستدعي الحاجة لوضع طبقة أساس حصوية سميكة أو تثبيت (تدعيم) تربة التأسيس بالإسمنت البورتلاندي أو الجبس. تستخدم أيضًا شبكات التثبيت الاصطناعية من البولي بروبيلين والبوليستر لهذا الغرض وفي بعض الدول الشمالية، تستخدم طبقة من ألواح البوليسترين لتأخير زمن تغلغل الصقيع إلى تربة التأسيس.
يصنف الإسفلت حسب درجة حرارة التطبيق إلى خليط إسفلت ساخن أو دافئ أو بارد. يستخدم الإسفلت الساخن في درجات حرارة تزيد عن 300 درجة فهرنهايت (150 درجة مئوية). ويستخدم الإسفلت الدافئ في درجات حرارة تتراوح بين 200 و250 درجة فهرنهايت (95-120 درجة مئوية)، مما يؤدي إلى تقليل استهلاك الطاقة وانبعاث المركبات العضوية المتطايرة. أما الإسفلت البارد فيستخدم غالبًا في الطرق الريفية التي تكون فيها الحركة خفيفة، إذ يبرد الإسفلت الساخن على الطريق بسبب المسافة الطويلة التي تقطعها العربة من مصنع الإسفلت إلى موقع البناء. تُطبَّق عمومًا طبقة من الخرسانة الإسفلتية في الطرق السريعة الرئيسية ذات الحركة الكثيفة والتي يبلغ متوسط حمل الحركة فيها أكثر من 1200 سيارة يوميًا. من إيجابيات الطرق الإسفلتية: الضوضاء المنخفضة نسبيًا، والكلفة المنخفضة نسبيًا مقارنة بطرق الرصف الأخرى، وسهولة الإصلاح. من مساوئها: أقل متانة من طرق الرصف الأخرى، وقوة الشد أقل من الخرسانة، وطراوتها في الجو الحار وتلوث التربة والمياه الجوفية أو المجاري المائية بالمواد الهيدروكربونية.
استُخدم الإسفلت المطاطي لأول مرة، في أواسط الستينيات، وهو مزيج من مطاط الإطارات المستعملة والإسفلت. وفي حين أن الاستخدام المحتمل للإطارات التي من شأنها أن تملأ مطامر النفايات وتشكل خطر الحريق، أظهر الإسفلت المطاطي زيادة في نسبة التآكل في دورات ذوبان الجليد في المناطق المعتدلة بسبب التمدد والانكماش غير المتجانسين مع المكونات غير المطاطية. تطبيق الإسفلت المطاطي أكثر حساسية لدرجة الحرارة، ولا يمكن تطبيقه في العديد من المواقع إلا في أوقات معينة من السنة.
تبين أن نتائج الدراسات على خصائص الإسفلت المطاطي الصوتية طويلة الأمد غير حاسمة. قد يوفر التطبيق الأولي للإسفلت بالمطاط تقليص انبعاثات الضوضاء بمقدار 3 إلى 5 ديسيبل، ومع ذلك، فإن الحد من مستوى الضوضاء الكلي يكون 1-3 ديسيبل فقط (بسبب المكونات الأخرى للضوضاء المرورية). ومقارنةً بالإجراءات التقليدية المخففة (مثل جدران الضوضاء والجدران الترابية لامتصاص الضوضاء)، يوفر الإسفلت المطاطي عزلًا صوتيًا جيدًا وأقل تكلفة.

## الخرسانة
تصنع الطبقة السطحية الخرسانية (بالتحديد، الخرسانة المكونة من الإسمنت البورتلاندي) باستخدام خليط من الإسمنت البورتلاندي، والركام الخشن، والرمل، والمياه. في جميع الخلطات الحديثة تقريبًا، تضاف أيضًا مواد مختلفة لزيادة قابلية التشغيل وتقليل الكمية المطلوبة من المياه وتقليل التفاعلات الكيميائية الضارة ولأغراض أخرى مفيدة. في العديد من الحالات، تضاف مواد بديلة عن الإسمنت البورتلاندي، مثل الرماد المتطاير. حيث يمكن أن يقلل من كلفة الخرسانة ويحسن خواصها الفيزيائية. تستخدم المادة كملاط طازج، إذ تعمل ميكانيكيًاً لربط الأجزاء الداخلية وإجبار ملاط الإسمنت على النزوح إلى السطح لتشكيل سطح أكثر سلاسة وكثافة وخالٍ من التعشيش. يحفز الماء تفاعلًا كيميائيًا لخلط المواد جزيئيًا (الإماهة).
تصنف طبقات الرصف الخرساني إلى ثلاثة أنواع شائعة: بلاطات عادية (جي بي سي بي)، بلاطات مسلحة (جي أر س بي) وبلاطات مسلحة بشكل مستمر (سي أر ي بي). العنصر الوحيد الذي يميز كل نوع هو نظام العقد المستخدم لضبط ظهور الشقوق.
إحدى المزايا الرئيسية للرصف الخرساني هي أنها عادة تكون أقوى وأكثر ديمومة من الرصف الإسفلتي. يمكن أيضًا تزويدها بأخاديد لإعطاء سطح متين مقاوم للانزلاق. إحدى سلبياتها كلفتها الأولية الكبيرة، وزمن التنفيذ الأطول. دورة حياتها الطويلة تعوض هذه التكلفة. يمكن صيانة الرصف الخرساني باستخدام سلسلة من الطرق المعروفة باسم استعادة الرصف الخرساني والتي تشمل الصقل الماسي، والتثبيت بالمسامير، إملاء المفاصل والشقوق بمواد عازلة، وما إلى ذلك. الصقل الماسي مفيد أيضًا في الحد من الضوضاء واستعادة مقاومة الانزلاق في الرصف الخرساني القديم.
أول شارع نُفذ بالرصف الخرساني في الولايات المتحدة شارع كورت في بلفونتين، أوهايو في عام 1893. ورُصف أول ميل من شارع وودوارد بالرصف الخرساني في ديترويت، ميشيغان في الولايات المتحدة الأمريكية عام 1909. بعد هذه الاستخدامات الرائدة، بدأت مؤسسة لينكولن للطرق السريعة بالإشراف على إنشاء واحد من الطرق السريعة الأولى التي تربط بين شرق وغرب الولايات المتحدة وذلك من أجل السيارات الجديدة التي ظهرت في تلك الفترة، إذ وضعوا أميالًا من الرصف الخرساني في أماكن مختلفة في الغرب الأوسط الأمريكي، ابتداء من عام 1914 غرب مالطا، إلينوي، بينما استخدم «المقطع المثالي» في بناء طريق لينكولن السريع في مقاطعة ليك، إنديانا خلال عامي 1922 و1923.
تنتج الطرق الخرسانية ضوضاء أكثر من الطرق الإسفلتية، بسبب اصطدام الإطارات بالشقوق وفواصل التمدد. ينتج الرصف الخرساني المكون من ألواح متعددة ذات حجم موحد صوتًا واهتزازًا دوريًا من كل مركبة أثناء مرور إطاراتها على كل فاصل تمدد. هذه الأصوات والاهتزازات المتكررة قد تسبب تأثير التنويم أو التعب على السائق خلال السفر الطويل.

## الرصف المختلط
تتألف الأرصفة المركبة من طبقة إسمنتية وطبقة إسفلتية. وعادةً تستخدم لإعادة تأهيل الطرق الحالية بدلًا من بناء طرق جديدة.
يوضع الإسفلت أحيانًا فوق الطبقة الخرسانية المتعرجة لاستعادة سطحها الأملس. ومن عيوب هذه الطريقة أن الحركة في المفاصل بين الألواح الخرسانية الأساسية، سواء من التمدد الحراري والانكماش، أو من انحراف الألواح الخرسانية نتيجة حمولات محاور الشاحنة، تسبب عادة تشققات انعكاسية في الإسفلت.

## معرض صور

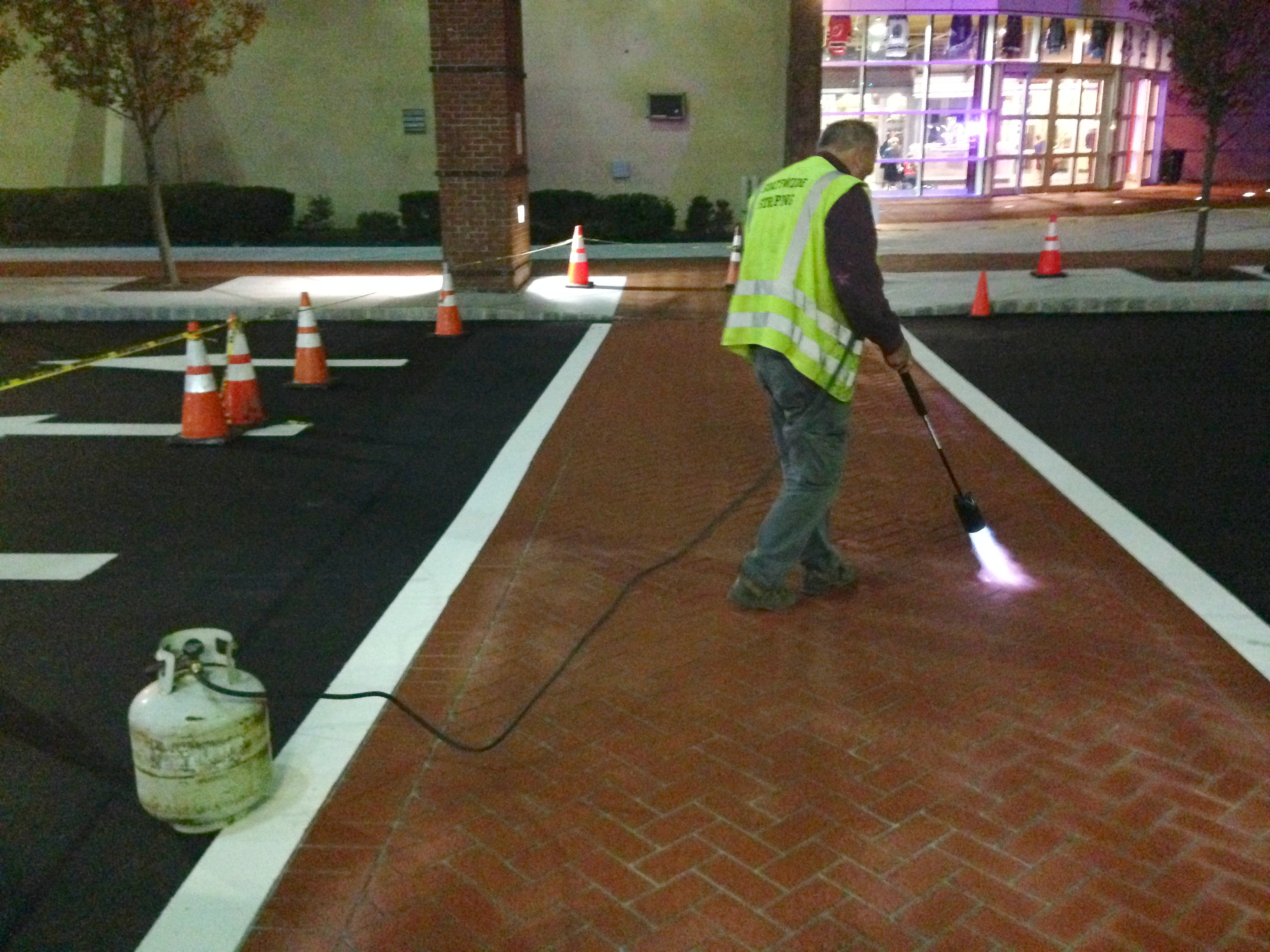
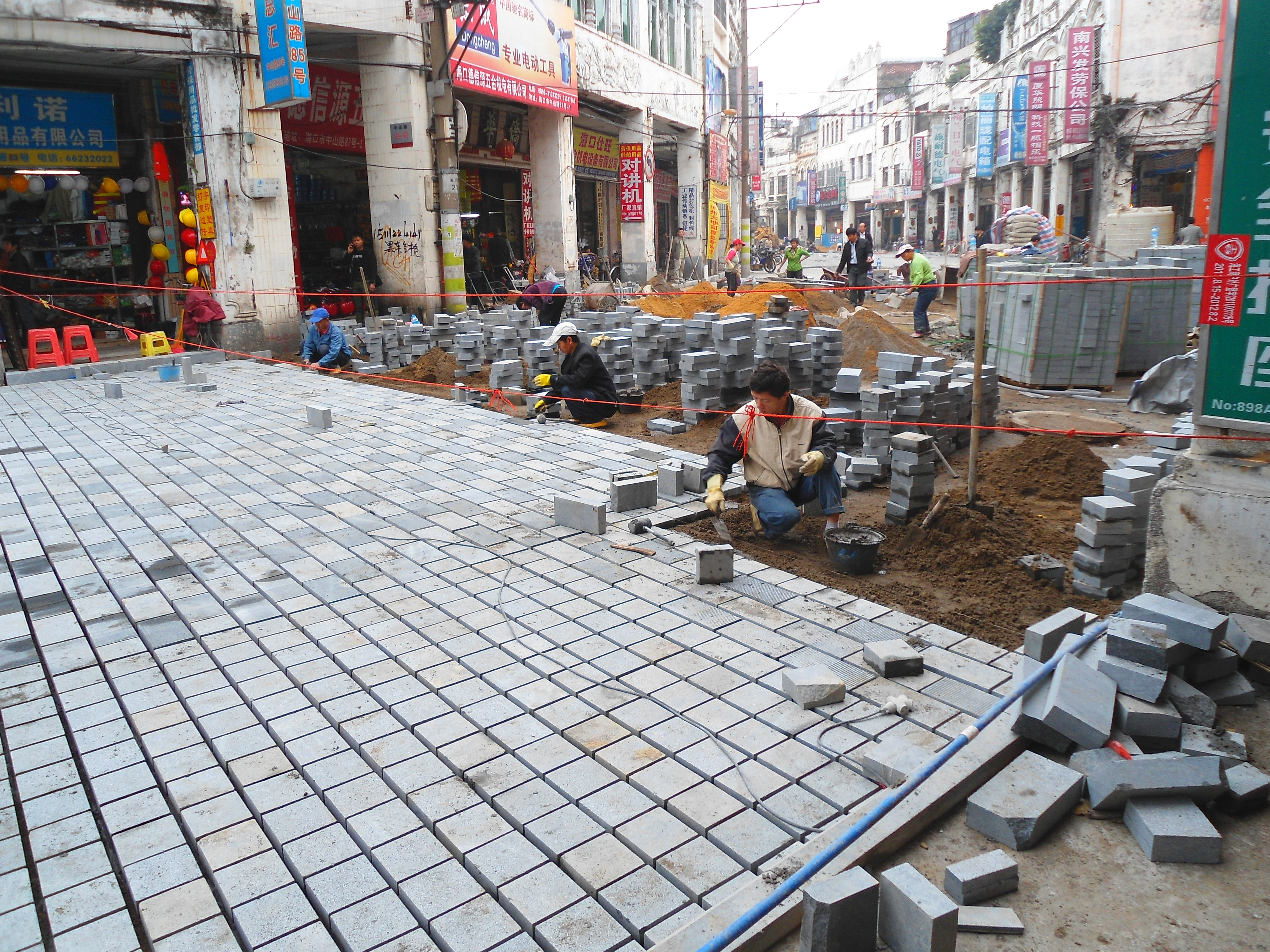
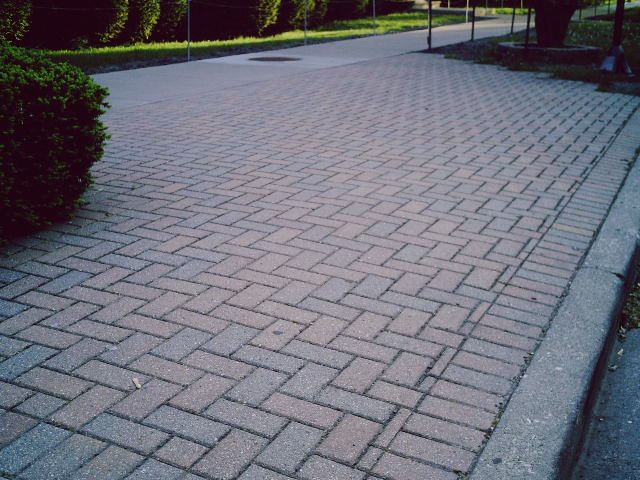

## وصلات خارجية
- PaveShare - Concrete Paver Education
- "Pavements" website of the US Department of Transportation's Federal Highway Administration